# ذهنية (فلسفة)

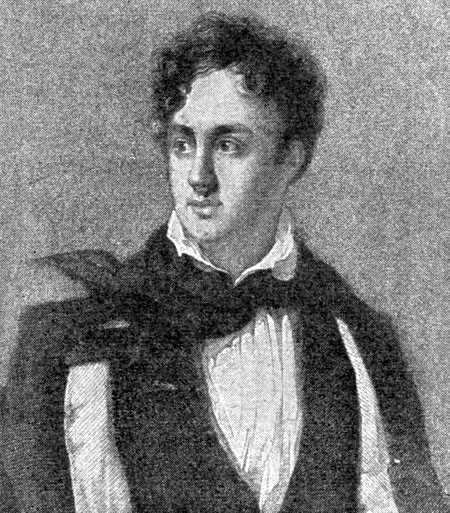
صورة للورد بايرون (1788-1824)، أحد أعظم دعاة الرومانسية. وتميزت الرومانسية بالذاتية.

الذاتية والذهنية (بالإنجليزية: Subjectivism)‏ هو مذهب فلسفي ذات عقيدة «المعرفة كلها ناشئة عن الخبرة الذاتية» 